# أوامر تنفيذية (رواية)
أوامر تنفيذية Executive Orders هي رواية إثارة تقنية للكاتب الأمريكي توم كلانسي وصدرت في 1 يوليو 1996. 
والرواية مهداة للرئيس الأمريكي السابق رونالد ريغان، الذي ساهم في الترسيخ لنجاح المؤلف توم كلانسي في جميع أنحاء العالم كروائي. ظهر الكتاب في المرتبة الأولى في قائمة أفضل الكتب مبيعًا في نيويورك تايمز . 

## القصة
تتابع الرواية الأحداث من النقطة التي توقفت عندها رواية «دين الشرف» 1994، ويكون جاك رايان قد أصبح رئيس الولايات المتحدة، ويحاول التعامل مع التهديدات الخارجية والمحلية.